# Frankistowskie obozy koncentracyjne

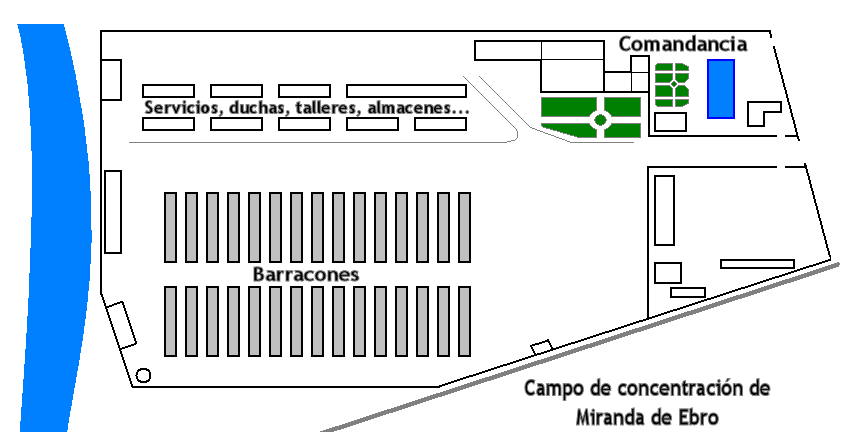
Szkic obozu koncentracyjnego w Miranda de Ebro

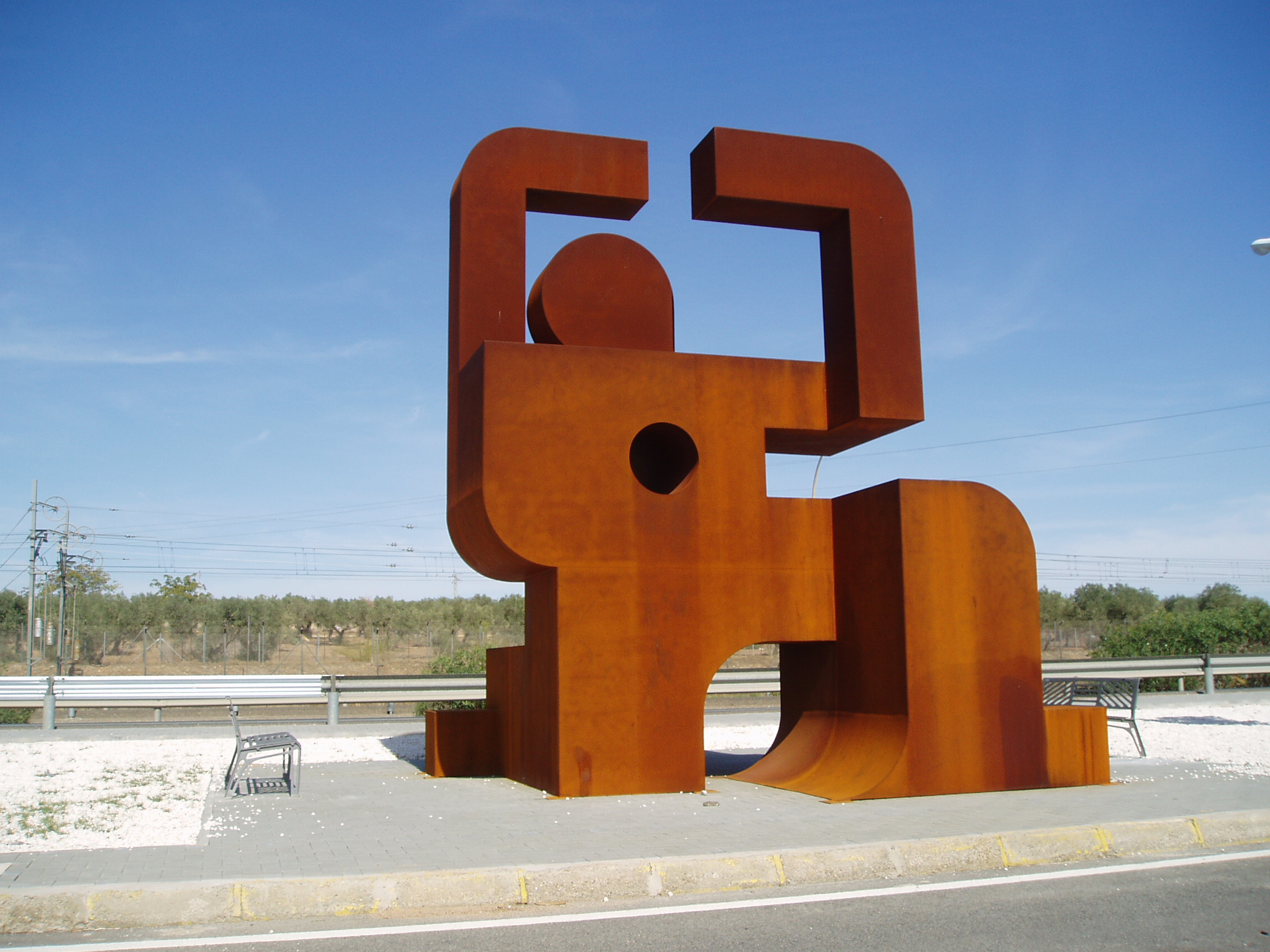
Pomnik poświęcony pamięci ofiar frankistowskich obozów koncentracyjnych

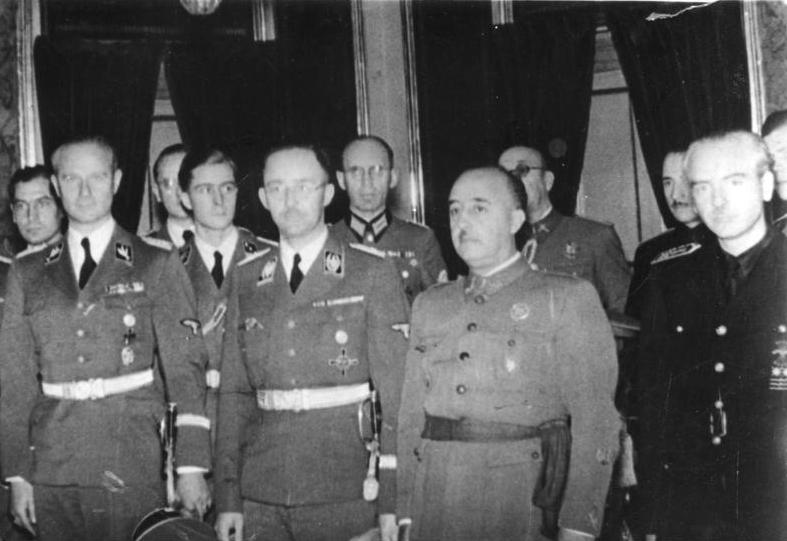
Heinrich Himmler, Karl Wolff i Joachim Peiper w czasie spotkania z Francisco Franco w roku 1940

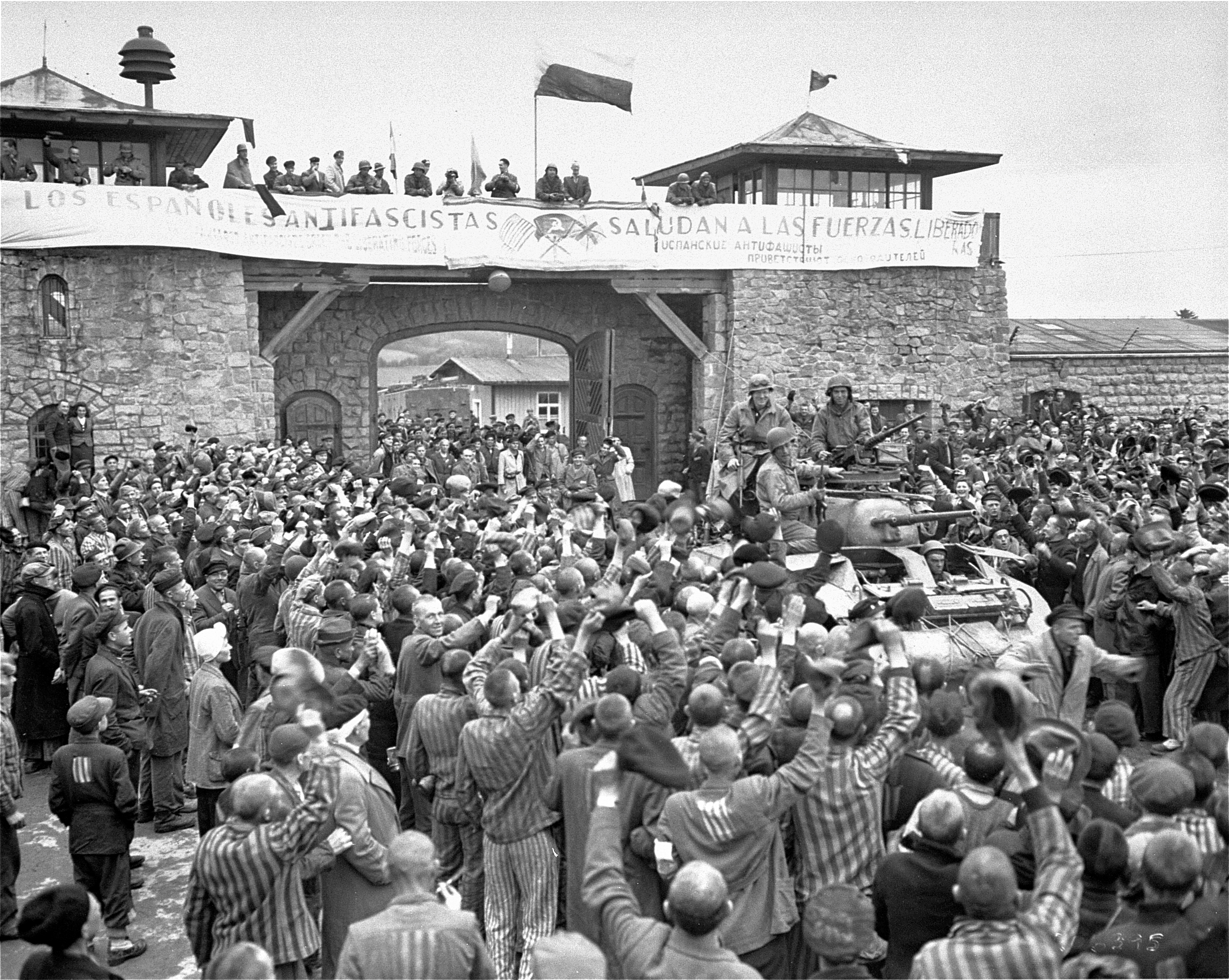
Hiszpańscy więźniowie witają amerykańską 11 Dywizję Pancerną wyzwalającą obóz koncentracyjny Mauthausen, w tle baner w języku hiszpańskim „Hiszpanie antyfaszyści witają wyzwolicieli”. Zdjęcie zostało wykonane w dniu 6 maja 1945

Frankistowskie obozy koncentracyjne (hiszp. Campos de concentración franquistas) – obozy koncentracyjne działające w Hiszpanii w czasie wojny domowej i po niej (pomiędzy 1936 a 1947). Obozy były częścią „białego terroru”.

## Powstanie obozów, charakter
Pierwszy obóz koncentracyjny powstał w 1936 w zamku El Hecho w Ceucie, ostatni znajdujący się w Miranda del Ebro został zlikwidowany dopiero w roku 1947. Frankistowskie obozy koncentracyjne, zarówno stałe, jak i tymczasowe, prowadzone były przez Urząd Zmilitaryzowanych Kolonii Karnych (hiszp. Servicio de Colonias Penitenciarias Militarizadas). Przetrzymywano w nich bez wyroku sądowego republikanów, opozycjonistów politycznych, jak też homoseksualistów, a także pospolitych przestępców. Od 1940 obozy koncentracyjne podlegały generałowi Camili Alonso Vedze. Obozy zostały utworzone z myślą o jeńcach republikańskich, ci republikanie którzy nie podporządkowali się reżimowi byli mordowani na miejscu. Dzieci więźniów politycznych były często trwale odbierane rodzicom, współcześnie mówi się o 30 tys. przypadków uprowadzeń. W przypadku ucieczek więźniów republikańskich, wyrok wykonywano na członkach rodziny uciekiniera. Zmuszani do pracy więźniowie budowali: Valle de los Caídos i Canal del Bajo Guadalquivir.

## Udział Niemców
Już powstały w 1937 obóz w Miranda de Ebro, został oparty na modelu zastosowanym w III Rzeszy. Obóz był wprowadzony przy wsparciu SS i Gestapo, a jego naczelnikiem został gestapowiec Paul Winzer. Po porozumieniu, które zawarli Severiano Martínez Anido i Heinrich Himmler w dniu 31 lipca 1938, obydwie strony zobowiązały się do ekstradycji „przestępców politycznych” oraz zwiększono zakres współpracy między reżimem frankistowskim a tajnymi służbami Hitlera – porozumienie w praktyce doprowadziło do zwiększenia liczby funkcjonariuszy Sicherheitsdienst na terenie Hiszpanii. W 1940, Heinrich Himmler i Karl Wolff złożyli wizytę w Hiszpanii. Wizyta miała dwa główne cele: przejęcie jeńców niemieckich i współpracę przy eliminacji potencjalnych alianckich szpiegów w kraju. Oprócz tego Himmler odwiedził obóz koncentracyjny w Miranda de Ebro.

## Hiszpanie a niemieckie obozy koncentracyjne
Po zajęciu Francji przez nazistowskie Niemcy, stojący na czele dyktatury Francisco Franco zachęcał hitlerowców do umieszczania przebywających w kraju republikanów w obozach koncentracyjnych. Niemcy w odpowiedzi na apel generała Franco wysłali ich do obozów koncentracyjnych w Dachau, Buchenwaldzie, Bergen-Belsen, Sachsenhausen, Auschwitz-Birkenau, Flossenbürgu i Mauthausen-Gusen. Z łącznej sumy 7 000 lub 10 000 republikanów przebywających w nazistowskich obozach koncentracyjnych, przeżyło około 2 000. Nieliczni, którzy przeżyli niewolę nazistowską, nigdy już nie mogli powrócić do Hiszpanii.

### Postawa wobec Żydów
W 1941, Państwo Hiszpańskie przygotowało listę wszystkich 6 000 Żydów znajdujących się na jego terytorium i przekazało ją szefowi SS i Gestapo Heinrichowi Himmlerowi, jednak nie wydało ich Niemcom i umożliwiło im przeżycie. Generał Franco w 1944 osobiście interweniował w Berlinie w sprawie około 400 Sefardyjczyków uwięzionych w obozie koncentracyjnym w Bergen-Belsen, co uratowało im życie. Wynikało to z faktu nadania w 1924 wszystkim europejskim Sefardyjczykom obywatelstwa hiszpańskiego. Po jego śmierci w nowojorskiej synagodze odprawiono modły za jego duszę. Ambasador Izraela w Madrycie Szelomo Ben Ammi powiedział w 1991: „Hiszpania uratowała więcej Żydów niż wszystkie kraje demokratyczne razem wzięte”. Co prawda po kapitulacji III Rzeszy w 1945 rząd hiszpański zniszczył wiele dokumentów potwierdzających jego współpracę z nazistami, to znalezione w 2010 dokumenty potwierdzają, że frankiści współpracowali z Himmlerem przy próbie ustalenia miejsc pobytu Żydów nawróconych na chrześcijaństwo, a przedstawiciele władz lokalnych mieli zlokalizować Żydów sefardyjskich którzy mogli powrócić do Hiszpanii.

## Polacy w obozach koncentracyjnych
W obozie Miranda de Ebro internowano wielu uchodźców polskich, którzy nielegalnie przekraczali granicę francusko-hiszpańską po upadku Francji i przez cały okres 1940–1944. Ich liczba szacowana jest na 1200–2000 osób. W Miranda de Ebro więziony był m.in. Antoni Kępiński, który dostał się do niewoli wraz z grupą Polaków, która po klęsce Francji przekroczyła Pireneje. Większość z polskich więźniów obozów koncentracyjnych trafiło do obozu w Miranda de Ebro. Franco zwalniał ich jednak stopniowo i nie wydawał Niemcom, mimo nacisków dyplomacji berlińskiej. Władze hiszpańskie pozwalały także na działalność Polskiego Czerwonego Krzyża i organizacji związanych z rządem polskim w Londynie.

## Liczba jeńców
Według Javiera Rodrigi (2006) pomiędzy 1936 a 1942 przez frankistowskie obozy koncentracyjne przewinęło się około pół miliona ludzi. Według Stanleya G. Payne’a po zwycięstwie Franco w więzieniach i obozach pracy znalazło się 270 000 republikanów, z których zwolniono 220 000 w ciągu pięciu lat. Wykopaliska i identyfikację ofiar rozpoczęto w obozie Burgos, gdzie znaleziono w sumie 30 000 zwłok w masowych grobach. Po roku 1938 wielu internowanych kombatantów Brygad Międzynarodowych zostało, przy wsparciu hitlerowców, poddanych eksperymentom pseudomedycznym przeprowadzonym w celu zbadania rzekomych deformacji fizycznych i psychicznych. Ci republikanie którzy zostali uznani przez reżim za winnych najgorszych okrucieństw rewolucyjnych nie objęła amnestia, ścigano ich do roku 1959.

## Niektóre z obozów koncentracyjnych
- Campo de Los Merinales en Sevilla
- Hospital de San Marcos en León (7000 mężczyzn, 300 kobiet pomiędzy 1936 a 1939)
- Campo de concentración de Miranda de Ebro
- Campo de concentración de Castuera
- Campo de la península de Llevant Mallorca
- Campo de Formentera
- Campo de concentración de La Isleta Gran Canaria
- Campo de concentración de Lazareto de Gando Gran Canaria
- Cartuja de Porta Coeli(inne języki) (klasztor, 4400 osób, w latach 1939-41)